# Nagorno Karabakh
Il Nagorno Karabakh (in italiano talvolta anche Karabakh Montuoso, Alto Karabakh o Karabakh Superiore), o Artsakh in lingua armena, è una regione geografica senza sbocco sul mare sita nel Caucaso meridionale e appartenente geograficamente all'Altopiano armeno. Si sviluppa all'estremità sudorientale della catena montuosa del Caucaso Minore e copre una superficie di 8223 km².
È una regione che è stata oggetto di una disputa territoriale tra l'Azerbaigian, che ne ha detenuto de iure la sovranità, e la Repubblica dell'Artsakh, stato di popolazione armena autoproclamatosi indipendente nel 1991 dopo la fine della prima guerra del Nagorno Karabakh tra l'Azerbaigian e l'Armenia. 
Nel corso della seconda guerra del Nagorno Karabakh del 2020 buona parte del territorio dell'Artsakh è ritornato sotto controllo dell'Azerbaigian sia per le conquiste militari nel corso del conflitto sia per quanto stabilito dall'accordo di cessate il fuoco.
Il 19 settembre 2023 l'Azerbaigian ha lanciato un'offensiva militare su larga scala nel Nagorno Karabakh, ottenendo una schiacciante vittoria, il disarmo delle forze della Repubblica dell'Artsakh e la conseguente fine di quest'ultima. La vittoria azera ha provocato l'esodo di decine di migliaia di abitanti armeni dalla regione.

## Nome
In lingua armena la regione è nota come Լեռնային Ղարաբաղ (traslitterabile con Lernayin Gharabagh) anche se più comunemente identificata come Artsakh (Արցախ). In lingua azera, invece, è nota come Dağlıq Qarabağ o Yuxarı Qarabağ, espressione che significa "giardino montuoso nero" o "giardino nero superiore". La forma russa è Нагорный Карабах (traslitterato con Nagornyj Karabach), mentre quella persiana è قره باغ.
La regione dell'Alto Karabakh si distingue da quella Basso Karabakh (o Karabakh inferiore) che interessa prevalentemente la piana alluvionale che si estende tra i fiumi Kura e Aras. Le principali città della regione sono Step'anakert, che funge da capitale della non riconosciuta Repubblica del Nagorno-Karabakh, e Şuşa, parzialmente in rovina dopo la battaglia di Shushi del 2020.

## Geografia

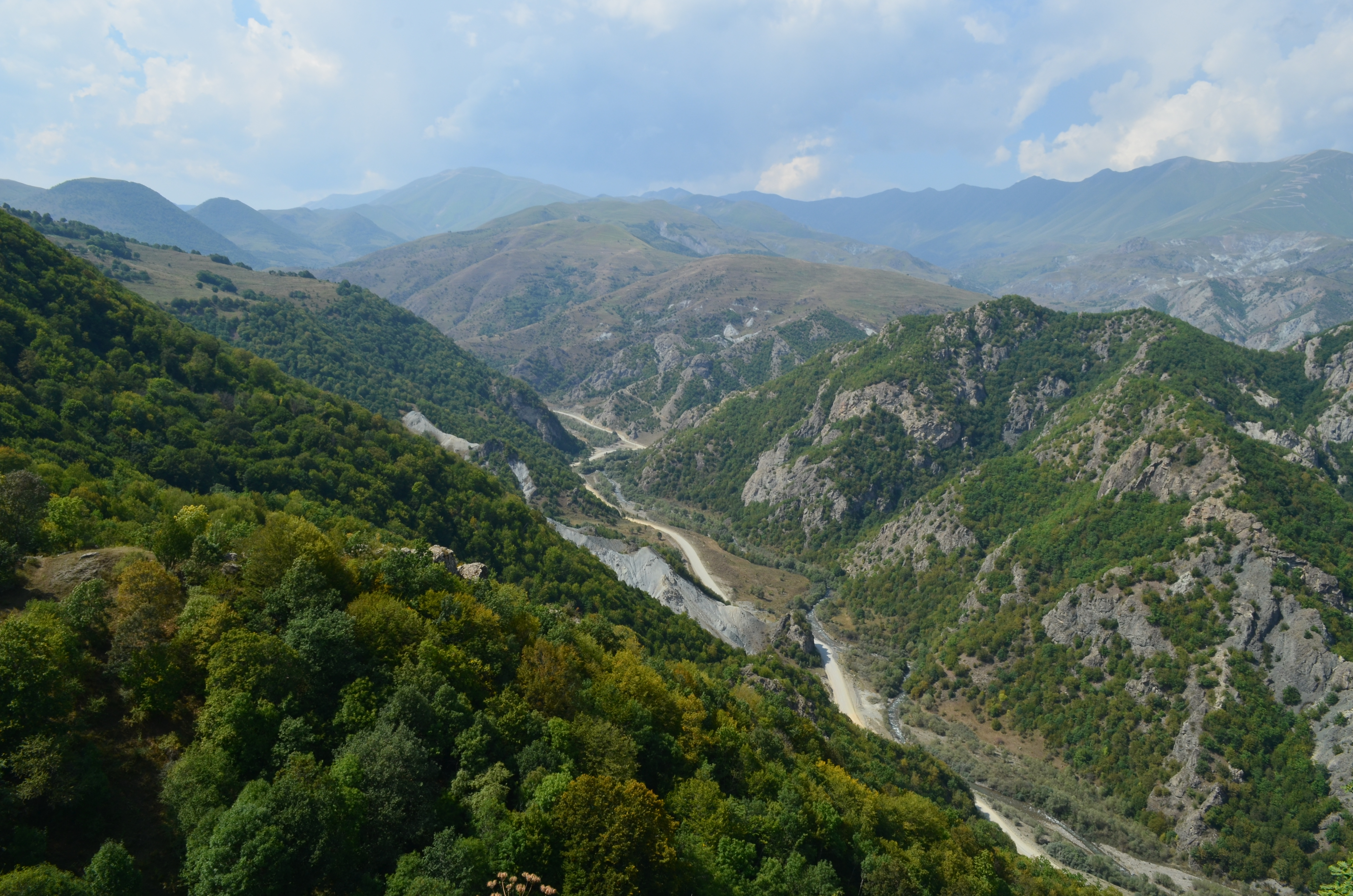
Montagne boscose nel Nagorno-Karabakh

Il territorio è prevalentemente montuoso con un'altezza media di 950 m, ricco di foreste e corsi d'acqua. Il bordo settentrionale è cinto dalla catena dei Monti Mrav, catena secondaria del Caucaso Minore che delimita a ovest l'altopiano del Karabakh. Scendendo verso sud, seguendo il corso del fiume Hakari, fino alla piana dell'Aras e a est a quella del Kura.

## Popolazione
La maggior parte della popolazione del Nagorno Karabakh è composta dall'etnia armena che ha una fede cristiana ortodossa, mentre la restante parte della popolazione è costituita da azeri che sono di fede musulmana sciita.

## Suddivisione politica
Il Nagorno Karabakh era quasi interamente occupato dalla Repubblica dell'Artsakh, costituitasi nel 1991 con il nome di Repubblica del Nagorno Karabakh, della quale non fece però parte la regione settentrionale di Shahumian (attuale distretto di Goranboy) sotto controllo dell'Azerbaigian dopo la prima guerra del Nagorno Karabakh. In precedenza, su una superficie di 4400 km² si sviluppava l'Oblast' autonoma del Nagorno Karabakh.
Dal 2024 la regione è tornata sotto il controllo dell'Azerbaigian dopo la vittoria dell'offensiva azera nel Nagorno Karabakh del 2023.

## Storia
La regione del Nagorno Karabakh fa parte delle terre note agli archeologi come sede della cultura Kura-Araxes, perché si è sviluppata nella zona compresa tra questi due fiumi. Nell'antichità precristiana, quest'area (il cui antico nome armeno è Artsakh) ha fatto parte (in alcuni periodi che oggi è difficile individuare con precisione) dell'Albania caucasica e della Grande Armenia. Nel 95 a.C. la regione fu conquistata da Tigrane II d'Armenia, signore del Regno d'Armenia. Gli antichi albanesi e gli armeni si alternarono al dominio del territorio fino all'inizio del IV secolo d.C. Il cristianesimo fu introdotto nel Nagorno Karabakh per la prima volta già nel I secolo ad opera di sant'Eliseo. Tra il VII e l'VIII secolo la regione fu invasa e saccheggiata dagli arabi, nel XIII secolo venne invasa da tartari e mongoli, mentre nel secolo successivo fu la volta di tribù turche. Con il trattato di Gulistan del 1813, il Karabakh passò all'Impero russo.
Dopo la Rivoluzione russa del 1917, il Karabakh fu inglobato nella Federazione Transcaucasica, che ben presto si divise tra Armenia, Azerbaigian e Georgia. Il territorio del Nagorno Karabakh venne rivendicato sia dagli armeni (che all'epoca costituivano il 98% della popolazione), sia dagli azeri. Dopo la conquista bolscevica del 1920, il territorio (come pure quello del Nakhchivan) venne assegnato, per volere di Stalin, all'Azerbaigian e nel 1923 venne creata l'Oblast' autonoma del Nagorno Karabakh. Con la dissoluzione dell'Unione Sovietica tra la fine degli anni 1980 e l'inizio degli anni 1990, la questione del Nagorno Karabakh riemerse. Lamentando l'azerificazione forzata della regione operata da Baku, la locale popolazione armena, con il supporto ideologico e materiale dell'Armenia stessa, cominciò a mobilitarsi per riunire la regione alle madrepatria.
Nel settembre 1991 il soviet locale, utilizzando la legislazione sovietica dell'epoca, dichiarò la nascita della nuova repubblica dopo che l'Azerbaigian aveva deciso di fuoriuscire dall'Unione Sovietica. Seguirono un referendum ed elezioni, ma nel gennaio dell'anno seguente la reazione militare azera accese il conflitto che si concluse con un accordo di cessate il fuoco nel 1994. Da allora sono in corso negoziati di pace sotto l'egida del Gruppo di Minsk. Il 27 settembre 2020, l'Azerbaigian ha ripreso il conflitto occupando la parte meridionale del Nagorno Karabakh. La Russia è intervenuta dopo gli appelli dell'ONU ed il 10 novembre 2020 ha annunciato un accordo di tregua tra Azerbaigian ed Armenia e lo schieramento di una forza di pace russa lungo il confine. Il 19 settembre 2023 l'Azerbaigian ha nuovamente ripreso il conflitto e il 28 settembre Artsakh e Armenia hanno siglato la resa, a seguito della quale l'Azerbaigian ha preso il controllo totale della regione provocando un esodo di massa degli abitanti verso l'Armenia.